# Déraisonnable (album de Sylvie Vartan)
Pour les articles homonymes, voir Déraisonnable.
Albums de Sylvie Vartan
I Don't Want the Night to End
(1979) Bienvenue Solitude
(1980)
Déraisonnable est le 21e album (et également une chanson) de Sylvie Vartan sorti en 1979 en LP 33 tours, et en K7 audio chez RCA. 
L'album est produit par Eddie Vartan. La présence de Michel Mallory prédomine nettement sur l'album puisqu'il y signe six des dix titres qui le constituent : Nicolas, Seule sur mon île, Pauvre Sylvie, La différence, Rock and blow et Déraisonnable. Sylvie fait une reprise de Ray Stevens, Can't stop dancing dont elle fera la promotion lors de son Palmarès 80 en mars 1980.
Cet album contient l'un des tubes incontournables de la carrière de Sylvie : Nicolas. Tellement incontournable, que cette chanson sera le seul single extrait de l'album. La chanson sera interprétée notamment durant la tournée 80 ainsi que durant les scènes parisiennes en 81, 83, 95, 2004 et 2009.
La période de promotion pour cet album s'étalera de décembre 79 à fin août 80, la chanteuse interprétera en télévision Pauvre Sylvie, Merveilleusement désenchantée, Nicolas, Seule sur mon île, Can't stop dancing et La différence. En concert, elle chantera les cinq premiers titres cités.

## Liste des titres

### Face-A
| No  | Titre               | Paroles                                             | Musique                     | Durée |
| --- | ------------------- | --------------------------------------------------- | --------------------------- | ----- |
| A1. | Les filles          | Marie Casanova                                      | Martial Carceles            | 3:19  |
| A2. | Pour que tu m'aimes | Marie Casanova                                      | Eddie Vartan                | 3:17  |
| A3. | Nicolas (Elmegyek)  | S. Nagy István, Michel Mallory (paroles françaises) | Péter Máté (en)             | 4:04  |
| A4. | Can't Stop Dancing  | John Pritchard, Ray Stevens                         | John Pritchard, Ray Stevens | 3:34  |
| A5. | Seule sur mon île   | Michel Mallory                                      | Michel Mallory              | 3:14  |

### Face-B
| No  | Titre                                              | Paroles                                                           | Musique                      | Durée |
| --- | -------------------------------------------------- | ----------------------------------------------------------------- | ---------------------------- | ----- |
| B1. | Pauvre Sylvie (Poor, Poor, Pityful Me)             | Warren Zevon, Michel Mallory (adaptation française)               | Warren Zevon                 | 3:19  |
| B2. | La différence                                      | Michel Mallory                                                    | Julien Lepers                | 3:01  |
| B3. | Rock and Blow (Touch and Gone)                     | Gary Wright, Richard Reicheg, Michel Mallory (paroles françaises) | Gary Wright, Richard Reicheg | 3:55  |
| B4. | Déraisonnable (Wrap Your Love All Around Your Man) | Johnny Cunningham, Michel Mallory (adaptation française)          | Johnny Cunningham            | 3:02  |
| B5. | Merveilleusement désenchantée                      | Francis Basset                                                    | Jacques Denjean              | 2:52  |

## Extrait
- Nicolas / Merveilleusement désenchantée.

## Inédit
De par sa ressemblance avec un autre titre de l'album (Seule sur mon île), la chanson Je suis une femme composée par Michel Mallory restera inédite jusqu'à son apparition sur la compilation Les années RCA en 2004.